# میشل گوتیه
میشل گوتیه (انگلیسی: Michel Gauthier؛ زادهٔ ۱۸ فوریهٔ ۱۹۵۰ در کبک، استان کبک – درگذشته ۳۰ مه ۲۰۲۰) یک سیاست‌مدار اهل کانادا بود. وی به عنوان رهبر حزب بلاک کبکوا در سال‌های ۱۹۹۶–۱۹۹۷ میلادی خدمت کرد. او رهبر اپوزیسیون رسمی کانادا در طول این مدت بود. گوتیه نخستین‌بار در سال ۱۹۸۱ میلادی برای عضویت در حزب پارتی کبکوآ انتخاب شد و در سال ۱۹۹۳ میلادی به نمایندگی از کتک به مجلس عوام کانادا راه یافت.

## زندگی شخصی و مرگ
گوتیه با آن آلارد ازدواج کرد و تا هنگام مرگ با وی بود. او از ازدواج قبلی خود صاحب دو فرزند به نام های الکساندر و ایزابل شد.
گوتیه پس از چند سال ابتلا به بیماری سرطان ریه در ۳۰ مه ۲۰۲۰ در سن ۷۰ سالگی درگذشت.